# From Russia, with Love (livro)
From Russia, with Love é um romance de espionagem escrito pelo autor britânico Ian Fleming e o quinto livro da série James Bond. A história centra em um plano da agência soviética SMERSH para assinar o agente James Bond de tal forma a desacreditar ele e o Serviço Secreto Britânico, usando para tal iscas na forma de uma bela escrivã de decodificação e uma máquina decodificadora soviética. O livro foi publicado pela primeira vez no Reino Unido em 8 de abril de 1957 pela editora Jonathan Cape.
Fleming escreveu o romance durante os primeiros meses de 1956 em sua propriedade Goldeneye na Jamaica, na época pensando que este poderia ser seu último livro de Bond. Boa parte da história se passa na cidade de Istambul e no Expresso do Oriente, que foram inspirados por uma viagem que Fleming fez à Turquia em nome do The Sunday Times no ano anterior a fim de cobrir uma conferência da Interpol; ele retornou para o Reino Unido através do Expresso do Oriente. From Russia, with Love mostra as tensões entre ocidente e oriente na Guerra Fria e o declínio do poderio e influência britânicos na era pós-Segunda Guerra Mundial.
From Russia, with Love foi muito bem recebido pela crítica na época que foi lançado. Suas vendas foram impulsionadas por uma campanha de divulgação que capitalizou a partir da viagem que o primeiro-ministro britânico sir Anthony Eden fez à propriedade Goldeneye, além da publicação de um artigo na revista Life que listava o romance como um dos dez livros favoritos do presidente estadunidense John F. Kennedy. A história foi primeira adaptada no formato de tiras em quadrinhos no jornal Daily Express, enquanto em 1963 foi adaptada como o segundo filme da série cinematográfica de James Bond, estrelando Sean Connery.

## Enredo
"Embora este fato não tenha importância, grande parte do pano de fundo desta história foi descrita de modo preciso.
A SMERSH, uma contração de Smiert Spionam – morte aos espiões – existe e é, até hoje, o departamento mais secreto do governo soviético"

Ian Fleming, Nota do Autor
A SMERSH, a agência de contraespionagem soviética, planeja cometer um grande ato de terrorismo no campo da inteligência. Para isto, ela escolhe como alvo o agente secreto britânico James Bond. Ele foi listado como um inimigo da União Soviética com um "mandato de morte" emitido no seu nome por conta de seu envolvimento nas mortes de Le Chiffre, Mr. Big e Hugo Drax, todos agentes da SMERSH. É planejado que sua morte precipite um grande escândalo sexual que será divulgado pela imprensa mundial por meses e irá destruir sua reputação e aquela do Serviço Secreto Britânico. O assassino de Bond será Donovan "Red" Grant, carrasco da SMERSH, um desertor do Exército Britânico e um psicopata cujos impulsos homicidas coincidem com a lua cheia. Kronsteen, o planejador da SMERSH, e a coronel Rosa Klebb, a chefe de Operações e Execuções, elaboram a operação. Eles instruem a cabo Tatiana Romanova, uma jovem e atraente escrivã de decodificação, a informar os britânicos que deseja deserdar de seu posto em Istambul na Turquia e afirmar que se apaixonou por Bond depois de ver uma fotografia dele. Como incentivo extra, Romanova irá entregar um Spektor, uma máquina de decodificação soviética muito cobiçada pelos britânicos. Ela não é informada sobre os reais detalhes e propósitos do plano.

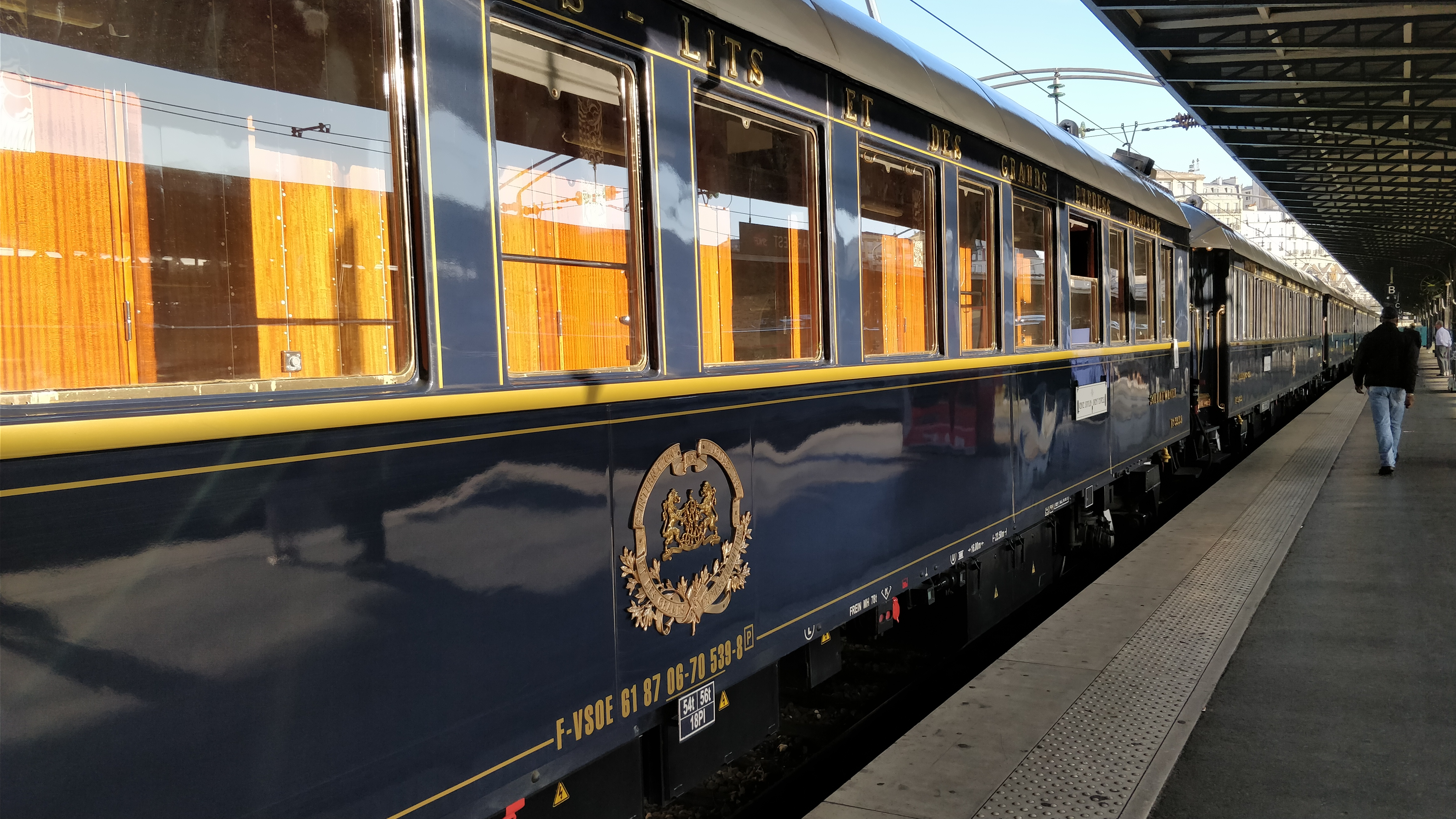
O Expresso do Oriente, em que Bond viaja de Istambul para Paris

A oferta de deserção é recebida em Londres, mas é condicional de que Bond vá pessoalmente. M, o chefe de Bond, suspeita dos motivos de Romanova, mas a oferta do Spektor é muito boa para ser ignorada e assim Bond é enviado para a Turquia. Ao chegar Bond forma uma amizade com Darko Kerim, o chefe da estação britânica na Turquia. Bond se encontra com Romanova e eles planejam como deixar Istambul com o Spektor. Ele e Kerim acreditam na história dela e os três sobem a bordo do Expresso do Oriente. Kerim rapidamente descobre que três agentes soviéticos do Ministério de Segurança do Estado também estão a bordo viajando incógnitos. Ele usa suborno e truques para que dois sejam expulsos do trem, mas é depois encontrado morto em sua cabine junto com o terceiro agente.
Um homem se apresenta em Trieste na Itália dizendo ser um Capitão Nash, um colega do Serviço Secreta Britânico, e Bond supõe que ele foi enviado por M como proteção extra pelo restante da viagem. Romanova suspeita de Nash, mas Bond garante que o homem é confiável. Os três vão jantar juntos e ela é sedada por Nash, com Bond em seguida indo dormir. Ele acorda algum tempo depois com Nash apontando uma arma e revelando ser na verdade Grant. Este descreve o plano da SMERSH em vez de matar Bond imediatamente. Grant deverá atirar nos dois, jogar o corpo de Romanova pela janela e implantar uma filmagem dela e Bond transando na bagagem; além disso, o Spektor está sabotado para explodir assim que for examinado. Bond, enquanto Grant fala, coloca uma cigarreira de metal entre as páginas do livro que está segurando, posicionando-o na frente de seu coração para parar a bala. Bond cai no chão quando Grant dispara e, quando este vai checá-lo, ataca e mata o assassino. Bond e Romanova escapam.
Bond, posteriormente em Paris na França, já tendo entregado Romanova e o Spektor sabotado para seus superiores, é confrontado por Klebb. Ela é capturada, mas mesmo assim consegue chutar Bond com uma lâmina envenenada escondida em seu sapato. Bond cai no chão lutando para conseguir respirar.

## Antecedentes e escrita

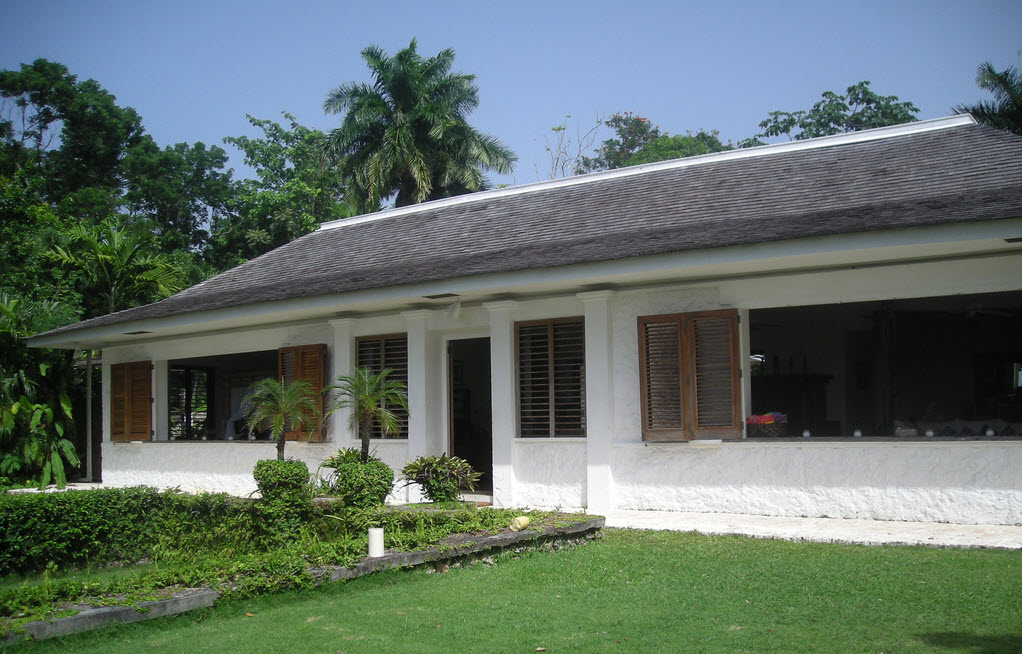
Goldeneye, onde Fleming escreveu todos os romances de James Bond

O autor britânico Ian Fleming já tinha em janeiro de 1956 publicado três romances: Casino Royale em 1953, Live and Let Die em 1954 e Moonraker em 1955. Um quarto livro, Diamonds Are Forever, estava sendo editado e preparado para publicação. Ele foi nesse mesmo mês para sua propriedade Goldeneye na Jamaica a fim de escrever o que se tornaria From Russia, with Love. Ele seguiu sua prática de escrita usual, que ele depois detalhou na revista Books and Bookmen: "Eu escrevo por cerca de três horas pela manhã ... e faço outra hora de trabalho entre seis e sete da noite. Nunca corrijo nada ou volto atrás para ver o que escrevi ... Pela minha fórmula, você escreve duas 2 000 palavras por dia". Fleming voltou para Londres em março com um primeiro manuscrito de 228 páginas, alterando-o mais do que qualquer uma de suas obras anteriores. Uma das alterações mais significativas foi o destino de Bond; Fleming nesta altura tinha se desencantado com seus livros, escrevendo para seu amigo o autor Raymond Chandler que: "Minha musa está em um estado muito ruim ... Estou ficando farto de Bond e tem sido muito difícil para fazê-lo passar por seus truques de mau gosto". O final foi reescrito em abril de 1956 para que Klebb envenenasse Bond, o que permitiria que Fleming terminasse a série com a morte do personagem caso desejasse. O primeiro rascunho terminava com Bond e Romanova aproveitando seu romance. O autor decidiu em janeiro de 1957 escrever outra história e começou a trabalhar no que se tornaria Dr. No, que começa com Bond se recuperando do envenenamento.
Fleming tinha viajado em junho de 1955 para Istambul com o objetivo de cobrir uma conferência da Interpol para o jornal The Sunday Times, com isto proporcionando boa parte das informações de pano de fundo da história de From Russia, with Love. No local ele conheceu Nazim Kalkavan, um dono de barcos educado na Universidade de Oxford, que acabou se tornando o modelo para Darko Kerim; Fleming anotou muitas de suas conversas com Kalkavan em um caderno e as usou palavra por palavra no livro.
Fleming deu poucas informações sobre datas dentro de suas obras, mas dois escritores identificaram linhas do tempo diferentes a partir de eventos e situações relatados dentro da série James Bond como um todo: John Griswold e Henry Chancellor, ambos os quais escreveram livros analisando as obras à pedido da Ian Fleming Publications. Chancellor colocou os eventos de From Russia, with Love em 1955, já Griswold foi mais preciso e considerou que a história se passa entre junho e agosto de 1954. No romance, o general Grubozaboyschikob do Ministério de Segurança do Estado, faz referência ao Pogrom de Istambul, à Emergência de Chipre e à "revolução no Marrocos", esta uma referência a protestos em Marrocos que forçaram a França a conceder a independência do país em novembro de 1955; todos eram eventos recentes.

"Gostaria de salientar que um homem na posição de James Bond nunca consideraria usar uma Beretta .25. É na verdade uma arma de mulher – e nem uma boa dama nisso! Ouso sugerir que Bond deveria estar armado com uma .38 ou uma nove milímetros – Digamos uma Walther PPK alemã? Esta é muito mais apropriada."

Geoffrey Boothroyd, carta para Ian Fleming, maio de 1956
O artista Richard Chopping recebeu em agosto de 1956 uma encomenda de Fleming por cinquenta guinéus para criar a arte de capa, esta baseada em um desenho elaborado pelo próprio Fleming; o resultado ganhou vários prêmios. O autor recebeu depois de Diamonds Are Forever ter sido publicado uma carta escrita Geoffrey Boothroyd, um fã de Bond de 31 anos e especialista em armas, criticando sua escolha da arma de Bond. As sugestões de Boothroyd chegaram muito tarde para serem incluídas em From Russia, with Love, mas uma das sugestões, um revólver Smith & Wesson .38 de cano curto com um terço da guarda de gatilho removida, foi usada como modelo para a ilustração de capa de Chopping. Fleming posteriormente agradeceu Boothroyd pelas informações ao nomear o armeiro de Dr. No como Major Boothroyd.

## Desenvolvimento

### Inspirações

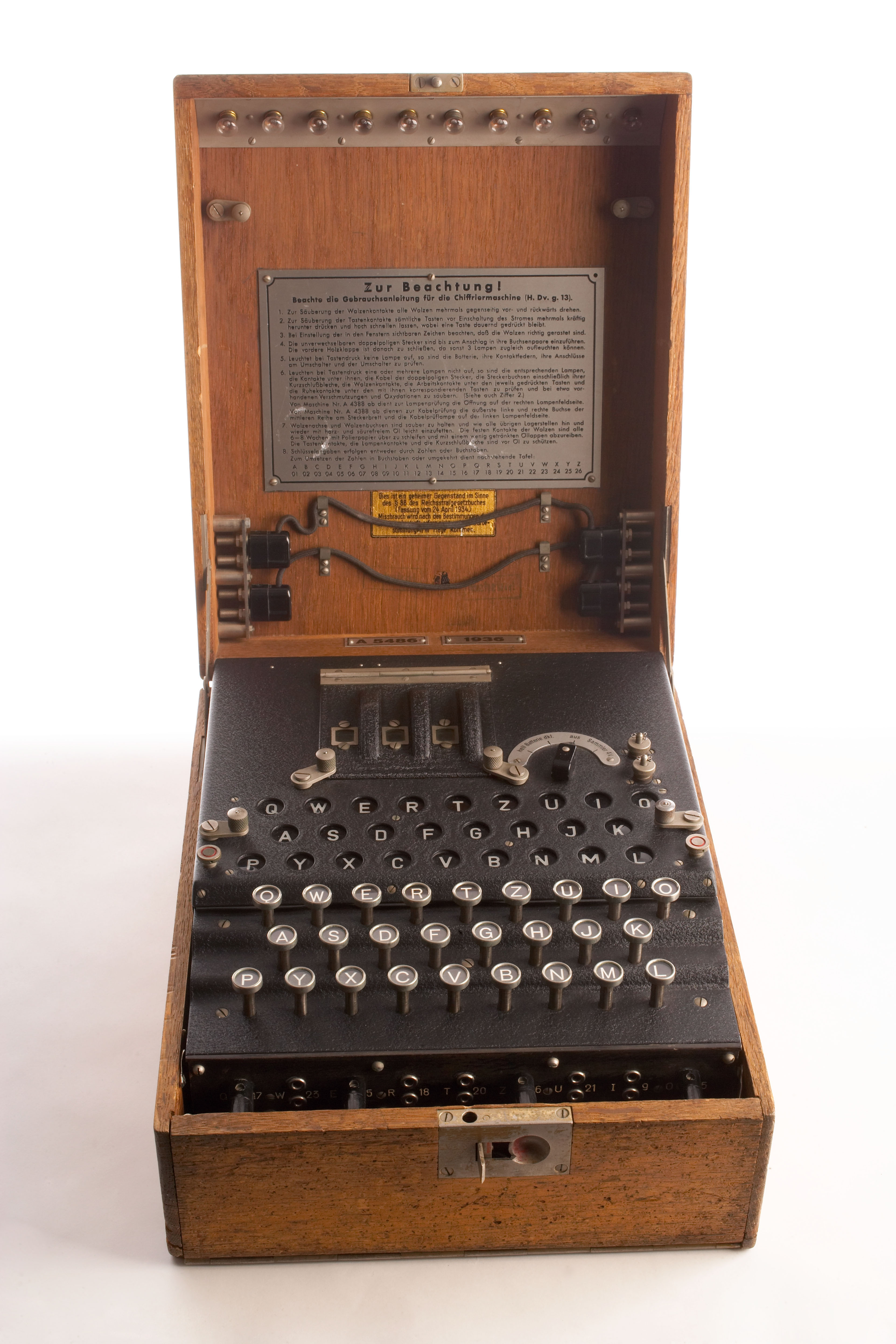
Uma máquina Enigma, base para a fictícia máquina de decodificação soviética Spektor

Fleming apropriou os nomes e histórias de muitas pessoas que conhecia ou tinha ouvido falar para personagens do livro, assim como fez na maioria de suas outras obras. Red Grant, um guia fluvial jamaicano, quem o biógrafo Andrew Lycett descreveu como "um gigante alegre e volúvel de aspecto vilanesco", foi usado para o assassino metade alemão metade irlandês da SMERSH. Rosa Klebb foi parcialmente baseada na coronel Zoia Ribkina, membro da Academia Militar-Política Lenin quem Fleming tinha escrito a respeito em um artigo para o The Sunday Times. A máquina Spektor usada como isca para Bond não era inspirada em algum dispositivo da Guerra Fria, mas sim na máquina Enigma alemã da Segunda Guerra Mundial, que Fleming tinha tentado obter enquanto trabalhava na Divisão de Inteligência Naval.
A ideia para a viagem no Expresso do Oriente veio de duas fontes: Fleming tinha voltado de sua viagem a Istambul a bordo no trem, mas achou a experiência bastante enfadonha, parcialmente porque o vagão restaurante estava fechado. Ele também soube da história de Eugene Karp, um adido naval e agente de inteligência estadunidense baseado em Budapeste, na Hungria, que em fevereiro de 1950 pegou o Expresso do Oriente com destino a Paris levando consigo vários documentos sobre redes de espiões estadunidenses descobertos no Bloco Oriental. Assassinos soviéticos já estavam no trem. O condutor foi drogado e o corpo de Karp foi encontrado depois em um túnel ao sul de Salzburgo, na Áustria. Fleming há muito tinha interesse em trens e, depois de se envolver em um acidente quase fatal em 1927, passou a associá-los com perigo. Trens também aparecem com destaque em Live and Let Die, Diamonds Are Forever e The Man with the Golden Gun.
O historiador cultural Jeremy Black destacou que From Russia, with Love foi escrito e publicado em uma época em que as tensões entre Ocidente e Oriente estavam crescendo e a consciência pública sobre a Guerra Fria estava alta. Uma operação conjunta anglo-estadunidense para grampear as comunicações terrestres no quartel-general do Exército Soviético em Berlim Oriental usando um túnel escavado para dentro da Alemanha Oriental tinha sido publicamente descoberto pelos soviéticos em abril de 1956. Neste mesmo mês, o mergulhador britânico Lionel Crabb desapareceu durante uma missão secreta para fotografar as hélices do cruzador rápido soviético Ordzhonikidze enquanto este estava ancorado no porto de Portsmouth, um incidente que foi muito relatado e discutido na imprensa britânica. Houve também uma revolta popular na Hungria entre outubro e novembro que foi subjugada por forças soviéticas que invadiram o país.

### Personagens
"James Bond é o ápice de uma tradição importante mas muito difamada na literatura inglesa. Fleming, quando menino, devorou os contos de Bulldog Drummond pelo tenente-coronel Herman Cyril McNeile ... e as histórias de Richard Hannay por John Buchan. Sua genialidade foi reembalar essas aventuras antiquadas para encaixarem-se na moda do Reino Unido pós-guerra ... Em Bond, ele criou o Bulldog Drummond da era a jato."

William Cook na New Statesman
Fleming colocou aspectos de sua própria personalidade em Bond para aprofundá-lo mais. O jornalista e escritor Matthew Parker observou que o "tédio físico e mental" de Bond era um reflexo da saúde ruim e baixa autoestima de Fleming na época que escreveu o livro. O autor adicionou mais detalhes sobre a vida particular de Bond, seguindo a partir do desenvolvimento do personagem nos quatro livros anteriores, com sua primeira aparição mostrando-o tomando café da manhã junto com sua governanta, May. O autor Raymond Benson, que depois escreveu vários romances de Bond, enxergou aspectos de insegurança entrando na mente do personagem com a vida "branda" que estava vivendo quando aparece pela primeira vez na história. Benson identificou o medo de Bond quando seu voo para Istambul passa por uma turbulência durante uma tempestade e comentou seu aparente nervosismo quando se encontra com Tatiana Romanova pela primeira vez; ele parece preocupado e sentindo culpa por sua missão.
Segundo Benson, os outros personagens do livro também foram bem desenvolvidos. Ele considerou que Darko Kerim, o chefe da seção turca, era "um dos personagens mais pitorescos de Fleming"; Kerim para Benson, encaixava-se em um tipo similar da aliado confiável e simpático que Fleming já havia criado em Quarrel de Live and Let Die e criaria novamente em Colombo do conto "Risico". Parker considerou que Kerim era "um antídoto" para a letargia de Bond, enquanto o ensaísta Umberto Eco enxergou o personagem como possuindo algumas das qualidades morais dos vilões da série, mas essas qualidades neste caso foram usadas para apoiar Bond.
From Russia, with Love é uma das pouquíssimas histórias de Fleming em que os soviéticos são os vilões principais, porém Eco considerou que os oponentes de Bond eram "tão monstruosos, tão improvavelmente maus que parece impossível levá-los a sério". Fleming apresentou aquilo que era algo totalmente novo para ele, uma oponente feminina para Bond, porém Klebb, assim como muitos dos adversários na série, foi descrita como sendo fisicamente repulsiva, tendo higiene ruim e gostos vulgares. Eco e Anthony Synnott, este último em sua análise das estéticas dos romances de Bond, consideraram que apesar de Klebb ser uma mulher, a personagem estava mais para uma indivídua "sexualmente neutra". Segundo Benson, Grant foi o primeiro "oponente psicótico" criado por Fleming para Bond. Charlie Higson, que depois escreveu os romances da série Young Bond, achou que Grant era "um vilão bem moderno: o psicopata implacável e sem remorsos com os olhos frios e mortos de um 'homem afogado'".

## Estilo
Segundo Higson, Fleming passou seus primeiros quatro romances mudando o estilo dos livros e sua abordagem com os personagens, mas em From Russia, with Love o autor "finalmente bate na fórmula clássica de Bond e ele seguiu alegremente para a sua fase mais criativa". O analista literário LeRoy L. Panek observou que os romances anteriores eram, essencialmente, histórias de detetive episódicas, enquanto From Russia, with Love tem uma estrutura diferente, com uma "abertura prolongada" que descreve Grant, os soviéticos e Romanova antes de prosseguir para a narrativa principal, trazendo alguns elementos de volta quando menos esperado. A descrição dos oponentes soviéticos e o pano de fundo da missão ocupa os dez primeiros capítulos, com Bond aparecendo pela primeira vez apenas no capítulo onze. Eco disse que a passagem que introduz Grant é um começo "inteligentemente apresentado", similar ao começo do filme. Eco comentou que "Fleming se abunda em tais passagens de alta habilidade técnica".
Benson analisou o estilo de escrita de Fleming e identificou o que descreveu como a "Varredura Fleming": um elemento estilístico em que o autor usa "ganchos" no final dos capítulos para aumentar a tensão e empurrar o leitor para o próximo. Ele achou que a "Varredura Fleming impulsiona firmemente o enredo" de From Russia, with Love e, apesar de ser o romance mais longo de Fleming, "a Varredura faz parecer que tem metade do tamanho". Kingsley Amis, que depois escreveu um romance de Bond, considerou que a história estava "cheia de ritmo e convicção", já Parker identificou "rachaduras" no enredo, mas achou que "a ação move-se rápido o bastante para o leitor não percebê-las".
Fleming usou marcas conhecidas e detalhes do dia a dia para produzir uma sensação de realismo, algo que Amis chamou de "o efeito Fleming". Amis descreveu "o uso imaginativo de informação, em que a natureza fantástica que permeia o mundo de Bond ... [é] presa a algum tipo de realidade, ou pelo menos contrabalançado".

## Temas
Os historiadores culturais Janet Woollacott e Tony Bennett consideram que o prefácio, em que Fleming informa o leitor que "grande parte do pano de fundo desta história foi descrita de modo preciso", indica que neste romance "as tensões da Guerra Fria estão presentes de forma mais massiva, saturando a narrativa do começo ao fim". Assim como em Casino Royale, o conceito da perda do poder e influência britânicos pós-Segunda Guerra Mundial e na Guerra Fria também estão presentes. O jornalista William Cook observou que, com o Império Britânico em declínio, "Bond bajulava a autoimagem inflada e cada vez mais insegura do Reino Unido, nos lisonjeando com a fantasia de que a Britannia ainda poderia dar um soco forte". Woollacott e Bennett consideraram que "Bond encarnava a possibilidade imaginária de que a Inglaterra pudesse mais uma vez ser colocada no centro das questões mundiais durante um período quando sua situação de potência mundial estava caindo visível e rapidamente". O reconhecimento desse declínio se manifesta em From Russia, with Love nas conversas entre Bond e Kerim, em que o primeiro admite que na Inglaterra "Não mostramos mais os dentes – só as gengivas".
Woollacott e Bennett argumentaram que Bond, ao ser selecionado como alvo pelos soviéticos, é "considerado a personificação mais consumada do mito da Inglaterra". O crítico literário Meir Sternberg enxergou o tema de São Jorge e o dragão permeando várias das histórias de Bond, incluindo From Russia, with Love. Ele considerou Bond como São Jorge, o padroeiro da Inglaterra, e comentou que o primeiro capítulo começa com o exame de uma libélula enquanto sobrevoa o corpo supino de Grant.
Fleming tinha a intenção de promover uma mensagem de o "Ocidente é o melhor" em From Russia, with Love ao criar dois personagens paralelos que pudessem provar a superioridade ocidental sobre a União Soviética. Romanova e Grant, dois dos personagens mais importantes do romance, são ambos desertores que seguem para caminhos opostos dos dois lados da Guerra Fria, com a justaposição desses personagens servindo para contrastar os dois sistemas. Segundo Takors, Bond tanto literal quanto metaforicamente seduz Romanova para o ocidente e consegue satisfazê-la sexualmente de um modo que os amantes russos dela nunca conseguiram. A maneira como Bond é representado como um superior sexual do homem soviético possivelmente era uma metáfora de Fleming de como o ocidente era superior à União Soviética.

## Recepção

### Publicação
From Russia, with Love foi lançado no Reino Unido em 8 de abril de 1957 pela editora Jonathan Cape. Foi publicado nos Estados Unidos algumas semanas depois pela editora Macmillan. No Brasil, foi publicado pela Editora Bestseller em 1960 com o título Espionagem, sendo republicado em 1964 como Moscou Contra 007.
Sir Anthony Eden, o primeiro-ministro do Reino Unido, visitou Goldeneye em novembro de 1956 para se recuperar da crise de saúde que teve depois da Crise de Suez. Isto foi muito relatado pela imprensa britânica, com a publicação de From Russia, with Love sendo acompanhada por uma campanha promocional que capitalizou com o destaque de Fleming. A serialização da história no jornal Daily Express proporcionou um salto de vendas para livro. Uma divulgação ainda maior ocorreu quatro anos depois: John F. Kennedy, o presidente dos Estados Unidos, listou From Russia, with Love como um de seus livros favoritos em um artigo para a revista Life de 17 de março de 1961. Isto, mais a publicidade que veio junto, levou a um salto de vendas que fez do Fleming o autor de ficção policial mais vendido nos Estados Unidos. Houve um outro salto com o filme adaptação de 1963, com as vendas da edição de brochura da Pan Books saltando de 145 mil cópias em 1962 para 642 mil em 1963 e seiscentas mil em 1964.

### Crítica
"Pessoalmente, acho que from Russia with Love foi, de muitas maneiras, meu melhor livro, porém a melhor coisa é que cada um dos livros parece ser o favorito com uma ou outra parte do público e nenhum até agora foi completamente repudiado."

Ian Fleming
From Russia, with Love foi elogiado pela crítica de forma geral. Julian Symons do The Times Literary Supplement disse que era o "conto mais tenso, emocionante e brilhante" de Fleming, que o autor "traz o suspense em linha com as necessidades emocionais modernas" e que Bond era "um matador com um olhar aguçado e um coração mole para uma mulher". O jornal The Times não foi tão persuadido pela história, sugerindo que "a tensão geral e a brutalidade da história deixam o leitor pairando inquieto entre fato e ficção". Apesar desta crítica ter comparado Fleming em termos pouco lisonjeiros com Peter Cheyney, um autor de ficção policial das décadas de 1930 e 1940, ela concluiu que From Russia, with Love era "emocionante o bastante para seu tipo".
Maurice Richardson do The Observer achou que o romance tinha uma "trama estupenda para emboscar ... Bond, nosso agente mulherengo de luxo". A resenha do Oxford Mail declarou que "Ian Fleming está em um nível próprio" de qualidade, enquanto o The Sunday Times escreveu que "Se um psiquiatra e um redator totalmente eficiente se unissem para produzirem um personagem ficcional que fosse o subconsciente da ambição masculina de meados do século XX, o resultado inevitavelmente seria James Bond".
Anthony Boucher do The New York Times, um crítico que o biógrafo John Pearson descreveu como "um ávido homem completamente anti-Bond e anti-Fleming", foi extremamente negativo em sua resenha, afirmando que From Russia, with Love era o "pior e mais longo livro" de Fleming. Boucher também escreveu que o romance continha "como de costume, sadismo sexual com uma aparência de alfabetização, porém sem os ocasionais momentos de ação brilhantes". Por outro lado, a crítica do jornal New York Herald Tribune foi positiva e comentou que "O sr. Fleming é um bem letrado intensamente observador e pode transformar um clichê em uma bolsa de seda com uma astuta alquimia". Robert R. Kirsch do Los Angeles Times também discordou de Boucher, afirmando que "o romance de espionagem foi atualizado por um excelente praticante daquela arte quase perdida: Ian Fleming". Para Kirsch, From Russia, with Love "tem tudo do tradicional mais a maioria dos refinamentos modernos nas artes sinistras da espionagem".

## Adaptações
From Russia, with Love foi serializado no Daily Express a partir de 1º de abril de 1957, o primeiro romance de Bond adaptado pelo jornal. Também foi adaptado como uma tira de quadrinhos no mesmo jornal e revendida mundialmente. A série foi publicada entre 3 de fevereiro e 21 de maio de 1960, tendo sido escrita por Henry Gammidge e ilustrada por John McLusky. Os quadrinhos foram republicados em 2005 pela Titan Books na antologia Dr. No, que também tinha Diamonds Are Forever e Casino Royale.
O filme From Russia with Love foi lançado em 1963, tendo sido produzido por Albert R. Broccoli e Harry Saltzman, e dirigido por Terence Young. Foi o segundo filme de Bond produzido pela Eon Productions e era estrelado por Sean Connery como Bond. Esta versão contém algumas alterações em relação ao romance, com os principais vilões mudando da SMERSH para a SPECTRE, uma organização terrorista ficcional. No geral é uma adaptação bem fiel ao livro, mas o final foi alterado para deixar claro que Bond sobrevive. Benson declarou que "muitos fãs o consideram o melhor filme de Bond, simplesmente porque é o mais próximo da história original de Fleming".
O romance foi dramatizado por Archie Scottney para o rádio em 2012, tendo sido dirigido por Martin Jarvis e produzido por Rosalind Ayres. Era estrelado por Toby Stephens como Bond e foi transmitido pela BBC Radio 4. Ele continuou uma série de adaptações de Bond para o rádio depois de Dr. No em 2008 e Goldfinger em 2010.

### Citações
1. ↑  Fleming & Grey 2013, p. 9.
2. ↑  Fleming & Grey 2013, pp. 13–98.
3. ↑  Fleming & Grey 2013, pp. 101–215.
4. ↑  Fleming & Grey 2013, pp. 225–254.
5. ↑  Fleming & Grey 2013, pp. 255–262.
6. ↑  Lycett 1996, pp. 268–269.
7. ↑   «The Books». Ian Fleming Publications. Consultado em 30 de novembro de 2024. Arquivado do original em 10 de agosto de 2015
8. ↑  Lycett 1996, p. 289.
9. 1 2  Faulks 2009, p. 320.
10. ↑  Chancellor 2005, p. 101.
11. ↑  Benson 1988, p. 13.
12. ↑  Fleming & Higson 2006, p. v.
13. ↑  Benson 1988, p. 14.
14. 1 2  Parker 2014, p. 209.
15. ↑  Lycett 1996, p. 293.
16. ↑  Lycett 1996, pp. 307–308.
17. 1 2  Chancellor 2005, pp. 96–97.
18. 1 2  Benson 1988, p. 12.
19. ↑   Fleming, Ian (11 de setembro de 1955). «The Great Riot of Istanbul». The Sunday Times. Londres. p. 14
20. ↑  Griswold 2006, p. 13.
21. ↑  Chancellor 2005, pp. 98–99.
22. ↑  Takors 2010, p. 222.
23. ↑   «Bond's unsung heroes: Geoffrey Boothroyd, the real Q». The Daily Telegraph. 21 de maio de 2009. Consultado em 5 de dezembro de 2024
24. 1 2  Benson 1988, p. 16.
25. ↑  Lycett 1996, p. 300.
26. ↑  Chancellor 2005, p. 160.
27. 1 2  Benson 1988, p. 15.
28. ↑  Lycett 1996, p. 282.
29. ↑  Macintyre 2008, p. 90.
30. ↑  Macintyre 2008, p. 93.
31. ↑  Halloran 1986, p. 163.
32. 1 2 3 4  Chancellor 2005, p. 97.
33. ↑  Black 2005, p. 30.
34. ↑  Chancellor 2005, p. 96.
35. ↑  Chancellor 2005, p. 16.
36. ↑  Black 2005, p. 28.
37. 1 2  Cook, William (28 de junho de 2004). «Novel man». New Statesman. Londres. p. 40
38. ↑  Parker 2014, p. 208.
39. ↑  Panek 1981, p. 316.
40. ↑  Benson 1988, p. 106.
41. ↑  Benson 1988, pp. 106–107.
42. ↑  Benson 1988, pp. 107–108.
43. 1 2  Eco 2009, p. 39.
44. 1 2   Synnott, Anthony (1990). «The Beauty Mystique: Ethics and Aesthetics in the Bond Genre». International Journal of Politics, Culture, and Society. 3 (3): 407–426. JSTOR 20006960. doi:10.1007/BF01384969
45. ↑  Panek 1981, p. 208.
46. ↑  Eco 2009, p. 46.
47. 1 2  Benson 1988, p. 108.
48. ↑  Black 2005, pp. 28–29.
49. ↑  Fleming & Higson 2006, p. vii.
50. 1 2  Fleming & Higson 2006, p. vi.
51. ↑  Panek 1981, pp. 212–213.
52. 1 2  Benson 1988, p. 105.
53. 1 2  Eco 2009, p. 51.
54. ↑  Benson 1988, p. 85.
55. ↑  Amis 1966, pp. 154–155.
56. ↑  Parker 2014, p. 198.
57. ↑  Butler 1973, p. 241.
58. ↑  Amis 1966, p. 112.
59. ↑  Amis 1966, pp. 111–112.
60. 1 2  Bennett & Woollacott 1987, p. 28.
61. 1 2  Macintyre 2008, p. 113.
62. ↑  Fleming & Grey 2013, p. 179.
63. ↑  Bennett & Woollacott 1987, p. 138.
64. 1 2   Sternberg, Meir (1983). «Knight Meets Dragon in the James Bond Saga: Realism and Reality-Models". Style». University Park: Penn State University Press. 17 (2): 142–180. JSTOR 42945465
65. ↑  Takors 2010, pp. 221–222.
66. ↑  Takors 2010, p. 223.
67. ↑  Takors 2010, p. 224.
68. 1 2   Richardson, Maurice (14 de abril de 1957). «Crime Ration». The Observer. Londres. p. 16
69. 1 2   Boucher, Anthony (8 de setembro de 1957). «Criminals at Large». The New York Times. Nova Iorque. p. BR15
70. ↑   «From Russia With Love». James Bond Brasil. Consultado em 6 de dezembro de 2024
71. ↑  Lycett 1996, p. 313.
72. 1 2  Lindner 2009, p. 16.
73. ↑   Sidey, Hugh (17 de março de 1961). «The President's Voracious Reading Habits». Life. 50 (11). Nova Iorque. p. 59. Consultado em 6 de dezembro de 2024
74. ↑  Parker 2014, pp. 260, 262.
75. ↑  Lycett 1996, p. 383.
76. ↑  Bennett & Woollacott 2009, pp. 17, 21.
77. ↑  Parker 2014, p. 239.
78. ↑   Symons, Julian (12 de abril de 1957). «The End of the Affair». The Times Literary Supplement. Londres. p. 230
79. ↑   «New Fiction». The Times. Londres. 11 de abril de 1957. p. 13
80. ↑  Pearson 1967, p. 99.
81. ↑   Kirsch, Robert R. (28 de agosto de 1957). «The Book Report». Los Angeles Times. Los Angeles. p. B5
82. ↑   Fleming, Ian (1 de abril de 1957). «From Russia, with Love». Daily Express. Londres. p. 10
83. ↑  Fleming, Gammidge & McLusky 1988, p. 6.
84. ↑  McLusky et al. 2009, p. 5.
85. ↑  McLusky et al. 2009, p. 135.
86. ↑   Brooke, Michael. «From Russia With Love (1963)». Screenonline. British Film Institute. Consultado em 6 de dezembro de 2024
87. ↑  Barnes & Hearn 2001, p. 21.
88. ↑  Benson 1988, pp. 172–174.
89. ↑   «From Russia with Love». BBC. Consultado em 6 de dezembro de 2024
90. 1 2   «007 villain to play Bond on radio». BBC. 2 de maio de 2008. Consultado em 6 de dezembro de 2024